# Guido Parisch
Guido Parisch (17 avril 1885-1968), parfois orthographié Guido Parish et connu aussi sous le nom de Guido Schamberg, fut un acteur, un scénariste et un réalisateur du cinéma muet.

## Biographie
Il aurait été un aristocrate romain.

## Filmographie

### Comme réalisateur
- 1919 : Atavismo dell'anima
- 1919 : L'amplesso della morte
- 1919 : Lotte di sp''irito
- 1919 :  Maglia nera
- 1920 : Il romanzo di Nina
- 1920 : Il tarlo distruttore
- 1920 : Salvator
- 1921 : La figlia delle onde
- 1921 : L'immortale
- 1921 : La Madonna della robbia
- 1921 : Amore in fuga
- 1921 : Il mistero del testamento
- 1921 : Il risorto
- 1922 : La sposa perduta
- 1922 : Frauenschicksal (Allemagne)
- 1922 : Ferro di cavallo
- 1922 : Bufera
- 1922 : La valle del pianto e del sorriso
- 1923 : Destin de femme
- 1923 : Im Rausch der Leidenschaft (Allemagne)
- 1923 : Das Spiel Der Liebe (Allemagne)
- 1924 : Das Spiel der Liebe
- 1924 : Guillotine
- 1926 : Sibérie, terre de douleur
- 1927 : La figlia di nessuno (it)

### Comme scénariste
- 1919 : Atavismo dell'anima
- 1923 : Destin de femme
- 1924 : Das Spiel der Liebe

### Comme acteur
Atavismo dell'anima
- 1925 : Le secret de la vieille mademoiselle
- 1926 : Sibérie, terre de douleur